# Чериньола
Чериньола (итал. Cerignola) — город в Италии.

## География и история
Город Чериньола расположен на юго-востоке страны, в провинции Фоджа региона Апулия, в 40 километрах к юго-востоку от города Фоджа. Площадь, занимаемая городом, составляет 593,71 км², что делает Чериньолу 3-м по величине городом Италии — после Рима и Равенны. Численность населения в Чериньоле равна 58 280 человек (на 1 января 2008 года). Плотность населения — 98,16 чел./км². Чериньола является сельскохозяйственным центром Апулии. Имя города носит винодельческий район Россо ди Чериньола, окружающий Чериньолу.
Город был основан норманнами. С 1418 года он в течение нескольких столетий являлся феодальным владением семейства Караччиоло. 28 апреля 1503 года под Чериньолой произошла битва в ходе Второй итальянской войны между испанскими и французскими войсками, которую выиграли испанцы. В результате этой победы Неаполитанское королевство отошло к Испании.
В Чериньоле сохранилось много ценных архитектурных памятников XI—XIX столетий.
Покровителями коммуны почитаются Пресвятая Богородица (Madonna di Ripalta) и святой Трифон, празднование 8 сентября.

## Города-партнёры
- Виццини
- Монтилья
- Немур